# Visttjärnen
Visttjärnen är en sjö i Piteå kommun i Norrbotten och ingår i Piteälvens huvudavrinningsområde. Visttjärnen ligger i Piteälven Natura 2000-område. Sjöns area är 0,032 kvadratkilometer och den befinner sig 258 meter över havet.